# Wilhelm Wirtemberski

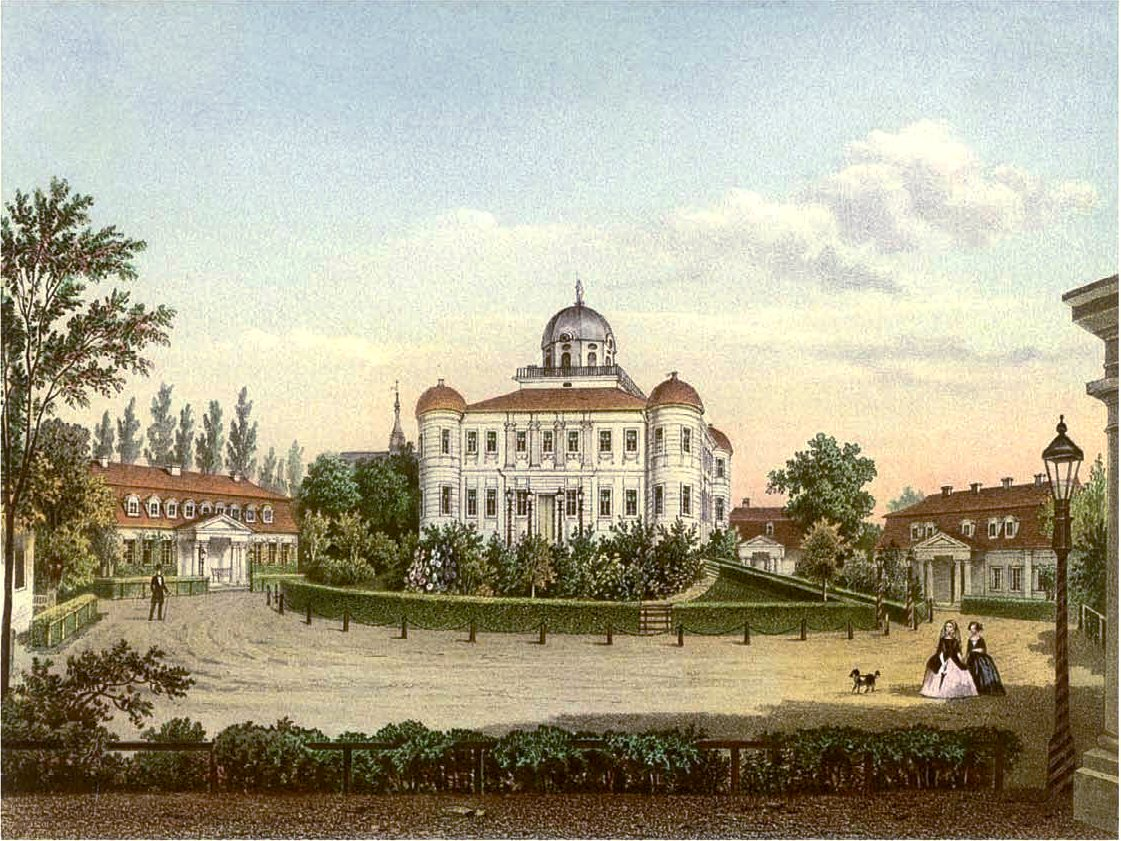
Zamek w Pokoju

Wilhelm Wirtemberski (ur. 20 czerwca 1828 w Pokoju, zm. 6 listopada 1896 w Merano) – książę wirtemberski, właściciel Pokoju, pruski i wirtemberski generał piechoty, generał artylerii (niem. Feldzeugmeister) cesarskiej i królewskiej Armii.

## Rodzina
Książę Wilhelm był synem księcia Eugeniusza Wirtemberskiego (1788–1857) i jego drugiej żony, Heleny, księżniczki Hohenlohe-Langenburg (1807–1880), córki księcia Karola Ludwika Hohenlohe-Langenburg (1762–1825) i jego żony Amalii zu Solms-Baruth (1768−1847). Miał sześcioro rodzeństwa. Starszy brat Eugeniusz (1820–1875) był komendantem 1 Westfalskiego Regimentu Husarii Nr 8. Młodsza siostra Agnieszka poślubiła w Pokoju panującego księcia Henryka XIV von Reuss młodszej linii.

## Kariera wojskowa
Wilhelm Wirtemberski uczęszczał do publicznej szkoły we Wrocławiu. Po studiach w Genewie, Bonn i w innych uczelniach, wstąpił w 1848 jako porucznik do armii austriackiej – pułku piechoty cesarza Franciszka Józefa I nr 1 w Wiedniu. W wojnie austriacko-piemonckiej w marcu 1849 był kilkakrotnie ranny. W uznaniu jego odwagi został awansowany przez feldmarszałka Josepha Radetzky’ego na kapitana w Pułku Piechoty Nr 45. W 1853 został majorem, w latach 1857 i 1859 podpułkownikiem i pułkownikiem. Do 1863 był komendantem Pułku Piechoty Nr 27.
W czerwcu 1859 Wilhelm Wirtemberski brał udział w bitwie pod Magentą oraz pod Solferino. Został odznaczony orderem Pour le Mérite. 8 lutego 1864 został mianowany na stopień generała majora. W czasie wojny prusko-austriackiej w 1866 roku był książę Wilhelm przypisany ze swoją brygadą do armii północnej i walczył w bitwie pod Sadową. Po zakończeniu kampanii przeszedł ze swoją brygadą do Triestu. W 1869 roku mianowany został komendantem 11 Dywizji Piechoty w Pradze. 29 października 1869 roku awansowany został na stopień generała porucznika. Książę Wilhelm uczestniczył także w wojnie francusko-pruskiej oraz wojnie rosyjsko-tureckiej. 20 sierpnia 1878 został mianowany na stopień generała artylerii.
W 1883 Wilhelm Wirtemberski został komendantem 11 Korpusu i generałem dowodzącym we Lwowie, a w 1889 komendantem 3 Korpusu i generałem dowodzącym w Grazu. 10 października 1891 został urlopowany.
W 1877 umarł jego bratanek Wilhelm Eugeniusz Wirtemberski nie pozostawiając po sobie męskiego potomka. Wilhelm został właścicielem dóbr w Pokoju. Wilhelm Wirtemberski nie był żonaty i nie posiadał dzieci. Był niewielkiego wzrostu. Konsekwencje obrażeń wojennych i wypadku samochodowego we Włoszech miały niewątpliwy wpływ na jego zdrowie. Zmarł podczas rekreacyjnego wypoczynku w Tyrolu. Po jego śmierci dobra odziedziczył najmłodszy syn Eugeniusza Wirtemberskiego – Mikołaj.

## Odznaczenia
Odznaczenia Wilhelma Wirtemberskiego to między innymi:
- Krzyż Wielki Orderu Korony Wirtemberskiej (Wirtembergia)
- Order Zasługi Wojskowej (Wirtembergia)
- Złoty Medal Pamiątkowy (Wirtembergia)
- Krzyż Wielki Orderu Leopolda (Austro-Węgry)
- Kawaler Orderu Żelaznej Korony I klasy (Austro-Węgry)
- Kawaler Orderu Marii Teresy (Austro-Węgry)
- Order Pour le Mérite (Prusy)
- Krzyż Wielki Orderu Orła Czerwonego (Prusy)
- Order Świętego Jana (Prusy)
- Order Świętego Aleksandra Newskiego (Imperium Rosyjskie)
- Wielka Wstęga Orderu Leopolda z mieczami (Belgia)
- Wielka Wstęga Orderu Franciszka I (Sycylia)
- Krzyż Wielki Orderu Henryka Lwa (Brunszwik)
- Krzyż Wielki Orderu Ernestyńskiego (Saksonia)
- Krzyż Zasługi Wojskowej (Meklemburgia)
- Medal Zasługi Wojennej (Lippe)
- Wielka Wstęga Orderu Osmana (Imperium Osmańskie)
- Krzyż Wielki Orderu Daniły I (Czarnogóra)